# Baumgartner Alán Ferenc
Baumgartner Alán Ferenc (Szombathely, 1890. szeptember 26. – Budapest, 1933. február 7.) ciszterci szerzetes, tanár.

## Élete
A pécsi ciszterci gimnázium tanára 1915-től 1931-ig. A 47. számú PCF cserkészcsapat első parancsnoka.

## Művei
- A kerci apátság a középkorban. – Budapest : Stephaneum Ny., 1915.

## További irodalom
- A Ciszterci Rend Pécsi Nagy Lajos Reálgimnáziumának értesítője az 1932/33. iskola évről. – Pécs : Taizs, 1933. – p. 1-2.
- Gulyás Pál: Magyar írók élete és munkái. Írta és szerk. Gulyás Pál. – Budapest : Magyar Könyvtárosok és Levéltárosok Egyesülete, 1939.
- Dunántúl, 1933.02.08:4.
- Fehér/Fekete, 1997.2:2-3.